# Конрад Зигмунд фон Щархемберг
Конрад Зигмунд Квинтус Антон фон Щархемберг (на немски: Conrad/ Konrad Sigmund/Sigismund Quintus Anton von Starhemberg; * 1689, Виена; † 28 септември 1727, Матцен, Долна Австрия) е граф от стария австрийски благороднически род Щархемберг, императорски посланик в Лондон и близък с крал Джордж I.

## Живот
Той е големият син на граф Франц Отокар фон Щархемберг (1662 – 1699), таен съветник и императорски посланик в Стокхолм, и съпругата му графиня Мария Цецилия Клара фон Риндсмаул (1664 – 1737), дъщеря на граф Йохан Ото фон Риндсмаул († 1667) и графиня Елеонора фон Дитрихщайн (1639 – 1704).
Конрад Зигмунд става през 1705 г., на 16 години, доктор по философия и започва да пътува. След четири години се връща и поема управлението на имотите си. През 1713 г. той е административен съветник в Бавария, 1715 г. имперски дворцов съветник, 1717 г. първият принсипал пратеник в имперското събрание в Регенсбург, въведен е в колежа на графовете на Франкония през 1719 и 1720 г. e в британския двор. През 1722 г. е таен съветник и рицар на Ордена на Златното руно.
От 1724 до 1727 г. Конрад Зигмунд е императорски посланик в Лондон. Британскияр крал Джордж I е кръстник на сина му Йохан Георг Адам, роден в Лондон през 1724 г.
Конрад Зигмунд умира на 38 години в Мацен на 28 септември 1727 г. За възпитанието на децата му се грижат съпругата му и чичо му, по-късният финансов министър, граф Гундакар Томас фон Щархемберг (1663 – 1745).
Синът му Йохан Георг Адам е издигнат на 18 ноември 1765 г. на 1. княз на Щархемберг.

## Фамилия
Конрад Зигмунд фон Щархемберг се жени на 1 септември 1710 г. в Алтьотинг за Мария Леополдина Терезия Рената Доротея фон Льовенщайн-Вертхайм-Рошфор (* 26 май 1689, Прага; † 24 август 1763, Виена), дъщеря на граф/1. княз Максимилиан Карл фон Льовенщайн-Вертхайм-Рошфор (1656 – 1718) и графиня Поликсена Мария фон Куен-Лихтенберг-Беласи (1658 – 1712). Те имат 14 деца, от които порастват само пет:
- Максимилиан (* 1711; † 6 юли 1716)
- Мария Елеонора Леополдина (* 26 август 1712, Виена; † 22 март 1800, Виена), омъжена на 18 април 1731 г. в „Стефансдом“, Виена, за дипломата и политик граф Франц Филип фон Щернберг (* 21 август 1708, Прага; † 9 януари 1786, Виена)
- Филипина (* 1713; † 1719)
- Гундакер (* 28 април 1714, Мюнхен; † 1718)
- син (* 1715, мъртвороден)
- Йохан Ернст Йозеф (* 13 септември 1716, Регенсбург; † 14 декември 1786, Виена), женен на 6 април 1743 г. за графиня Мария Изабела Леополдина Унгнадин фон Вайсенволф (* 17 ноември 1721; † 29 април 1780, манастир Имбах), бездетен
- Мария Вилхелмина (* 1718; † 29 юли 1722, Виена)
- Мария Гуида Йозефа (* 1719; † 27 декември 1724, Виена)
- Доминик (* 1720; † 1724)
- Бернхардина (* 1720; † 1724)
- Мария София Терезия Хедвигис Ева (* октомври 1722, Лондон; † 12 декември 1773, Страсбург), омъжена I. на 28 юли 1740 г. за княз Вилхелм Хиацинт фон Насау-Зиген (* 18 февруари 1666, Брюксел; † 18 февруари 1743, Хадамар), II. на 25 август 1745 г. за ландграф Константин фон Хесен-Ротенбург (* 24 май 1716, Ротенбург; † 30 декември 1778, дворец Вилдек при Ротенбург)
- Йохан Георг Адам Карл (* 10 август 1724, Лондон; † 19 април 1807, Виена), посланик и министър, 1. княз на Щархемберг на 18 ноември 1765 г., женен I. на 13 ноември 1747 г. във Виена за братовчедката си графиня Мария Терезия Естер фон Щархемберг (* 2 февруари 1731; † 12 октомври 1749, Виена), II. на 1 юли 1761 г. в Антверпен за принцеса Мария Франциска Йозефа фон Залм-Залм (* 28 октомври 1731; † 5 септември 1806, Виена)
- Елизабет Йозефа (* 12 декември 1725; † 27 юни 1778), омъжена на 12 октомври 1749 г. за граф Кароли Пал Палфи аб Ердьод (* 1697; † 14 септември 1774, Братислава)
- Мария Антония „Постума“ (* 1727; † 8 август 1732, Виена)